# Saint-Pierre-d'Entremont (Savoia)
Saint-Pierre-d'Entremont è un comune francese di 444 abitanti situato nel dipartimento della Savoia nella regione dell'Alvernia-Rodano-Alpi.

## Società

### Evoluzione demografica
Abitanti censiti